# Skalisze
Skalisze (deutsch Skallischen, 1938 bis 1945 Altheide (Ostpr.)) ist ein Ort in der polnischen Woiwodschaft Ermland-Masuren und gehört zur Landgemeinde Budry (Buddern) im Powiat Węgorzewski (Kreis Angerburg).

## Geographische Lage
Skalisze liegt am Nordostrand des Skallischen Forsts (Altheider Forst, polnisch Lasy Skaliskie) im Nordosten der Woiwodschaft Ermland-Masuren. Bis zur Kreisstadt Węgorzewo (Angerburg) sind es 16 Kilometer in südwestlicher Richtung, die frühere und heute auf russischem Staatsgebiet gelegene Kreishauptstadt Darkehmen (1938 bis 1945 Angerapp, russisch Osjorsk) liegt 12 Kilometer in nordwestlicher Richtung.

## Geschichte
Das kleine, vor 1603 noch Klein Skallischkem genannte Dorf wurde am 6. Mai 1874 Amtsdorf und damit namensgebend für einen neu errichteten Amtsbezirk. Er bestand – 1939 allerdings in „Amtsbezirk Altheide“ umbenannt – bis 1945 und war Teil des Kreises Darkehmen (1939 bis 1945 „Landkreis Angerapp“ genannt) im Regierungsbezirk Gumbinnen der preußischen Provinz Ostpreußen. Im Jahre 1910 waren hier insgesamt 183 Einwohner registriert, von denen 98 auf die Landgemeinde Skallischen und 85 auf den Gutsbezirk Oberförsterei Skallischen entfielen. Die Einwohnerzahl betrug 1925 noch 176, stieg jedoch – nicht zuletzt dank der Eingemeindung des Nachbardorfes Broszaitschen (1938 bis 1945 Brosen, polnisch Brożajcie) am 30. September 1928 – bis 1933 auf 211 und belief sich 1939 auf 327. Am 3. Juni (offiziell bestätigt am 16. Juli) des Jahres 1938 erfuhr Skallischen aus politisch-ideologischen Gründen der Abwehr fremdländisch klingender Ortsnamen die Umbenennung in „Altheide (Ostpr.)“.
Im Jahre 1945 wurde das Dorf in Kriegsfolge mit dem südlichen Ostpreußen Polen zugeordnet und erhielt zunächst den polnischen Namen „Janki“, dann auch (vor 2005) „Skalisko“ und zuletzt die heutige Bezeichnung „Skalisze“. Heute ist der Ort in das Schulzenamt (polnisch Sołectwo) Zabrost Wielki (Groß Sobrost) innerhalb der Landgemeinde Budry im Powiat Węgorzewski eingegliedert und war vor 1998 der Woiwodschaft Suwałki, seither der Woiwodschaft Ermland-Masuren zugehörig.

### Amtsbezirk Skallischen/Altheide (1874–1945)
Der Amtsbezirk Skallischen resp. Altheide bestand nur aus wenigen Ortschaften:
| Name                    | Änderungsname 1938 bis 1945            | Polnischer Name | Bemerkungen                                        |
| ----------------------- | -------------------------------------- | --------------- | -------------------------------------------------- |
| Skallischen             | Altheide (Ostpr.)                      | Skalisze        |                                                    |
| vor 1908 außerdem noch: |                                        |                 |                                                    |
| Skallischen, Forst      | Altheide, Anteil Kreis Angerapp, Forst |                 |                                                    |
| Broszaitschen           | Brosen                                 | Brożajcie       | 1928 in die Landgemeinde Skallischen eingegliedert |

## Kirche
Mehrheitlich war die Bevölkerung Skallischens resp. Altheides vor 1945 evangelischer Konfession und in das Kirchspiel der Kirche Szabienen/Schabienen (1938 bis 1945 Lautersee, polnisch Żabin) im Kirchenkreis Darkehmen/Angerapp in der Kirchenprovinz Ostpreußen der Kirche der Altpreußischen Union eingepfarrt. Die zahlenmäßig weniger Katholiken gehörten zur Pfarrei Goldap im Dekanat Masuren II (Sitz: Johannisburg, polnisch Pisz) im damaligen Bistum Ermland. Heute ist Skalisze Teil der katholischen Pfarrei in Budry (Buddern) im Dekanat Węgorzewo im Bistum Ełk (Lyck) der Römisch-katholischen Kirche in Polen bzw. der evangelischen Kirchengemeinde Węgorzewo (Angerburg), einer Filialgemeinde der Pfarrei in Giżycko (Lötzen) in der Diözese Masuren der Evangelisch-Augsburgischen Kirche in Polen.

## Verkehr
Skalisze liegt an einer Landwegverbindung, die von Budzewo (Groß Budschen) durch den Lasy Skaliskie (Skallischer Forst, 1938 bis 1945 Altheider Forst) nach Mieduniszki Wielkie (Groß Medunischken, 1938 bis 1945 Großmedien) unweit der polnisch-russischen Staatsgrenze führt. Außerdem besteht eine Straßenverbindung von Dąbrówka (Dombrowken, 1938 bis 1945 Eibenburg) nach Skalisze. Eine Bahnanbindung existiert nicht.